# گولک (سیاهکل)
گولک  یا گوهرلَک روستایی از توابع بخش دیلمان شهرستان سیاهکل در استان گیلان ایران است. 

## وجه تسمیه
وجه تسمیه گولک یا «گوهرلک»  از ترکیب دو واژه تشکیل شده است: «گوهر» به معنای جایگاه باارزش یا گران‌بها، و «لَک» اشاره به محل زندگی قوم لک دارد

## جمعیت
این روستا در دهستان دیلمان قرار دارد و براساس سرشماری مرکز آمار ایران در سال ۱۳۹۵، جمعیت آن ۳۹۸ نفر (۱۴۸خانوار) بوده‌است.

## شهدای والامقام منطقه گوهرلک
این روستای زیبا دارای شش شهید والامقام از جمله، شهید حجت حاجی زاده، شهید نصرت گنجی، شهید رحمت آغیلی، شهید حمید علی‌نیا، شهید مهدی قاسمی می‌باشد.

## کارخانه سیمان گیلان سبز و مشکلات ایجاد شده
کارخانه سیمان دیلمان در اردیبهشت ماه ۱۳۹۲ در منطقه باستانی استان گیلان واقع در ۶۵ کیلومتری جنوب شهرستان سیاهکل به بهره برداری کامل رسیده و قادر به تولید سالیانه ۱،۲۰۰،۰۰۰ تن انواع سیمان می باشد. این واحد تولیدی با دسترسی به معادن بسیار غنی ، شرایط منحصر به فردی بین سایر تولیدکنندگان منطقه به خود اختصاص داده و همچنین با اتکا به تجارب ارزشمند مدیران ،مهندسین و کارکنان متخصص و متعهد خود و نیز با بکارگیری پیشرفته ترین تکنولوژی و ماشین آلات روز دنیا ، قادر به تولید انواع سیمان های مقاومت بالا، ضد سولفات با آلکالی پایین می باشد.
اما بهره برداری از این کارخانه ضمن مزایایی که مانند ایجاد موقعیت شغلی دارد، با معایب و مشکلاتی نیز روبه رو است.
برای مثال گرد و غبار حاصل از تولید سیمان در این کارخانه بر روی سقف خانه های روستا و زمین های کشاورزی باقی میماند و این باعث ایجاد مشکلاتی زیادی در کشاورزی روستا که درآمد درصد زیادی از مردم این روستا است، می شود.این غبار ها به قدری زیاد هستند که در هوای روستا پخش میشوند و موجب رواج بیماری های تنفسی می شوند. یکی دیگر از مشکلاتی به وجود آمده است،رفت و آمد کامیون های این کارخانه در جاده سیاهکل-دیلمان است که هم باعث خرابی جاده و هم باعث افزایش تعداد تصادفات و مرگ و میر در جاده به دلیل رفت و آمد کامیون ها شده است. 